# Gezina van der Molen
Gezina Hermina Johanna van der Molen (Baflo, 20 janvier 1892 - Aerdenhout, 9 octobre 1978) est une juriste néerlandaise et une combattante de la résistance pendant la Seconde Guerre mondiale,,.  
De 1924 à 1929, elle étudie le droit à l'université libre d'Amsterdam, devenant la première femme étudiante puis la première doctorante de cette faculté.  
Elle traite de nombreuses questions dans le cadre de son travail de juriste : les droits des femmes, l'apartheid en Afrique du Sud, les Nations unies, les Moluques du Sud ou encore la Nouvelle-Guinée. 